# کامرون (کارولینای جنوبی)
کامرون(به انگلیسی: Cameron) شهری در ایالت کارولینای جنوبی کشور ایالات متحده آمریکا است که جمعیت آن در سرشماری سال ۲۰۱۰ میلادی، ۴۲۴ نفر بوده‌است.